# فلاشا

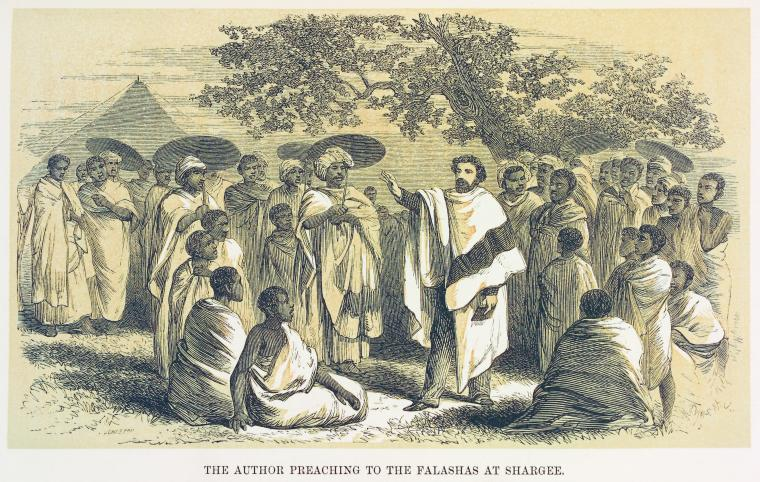
صورة للمبشّر هارون هنري ستيرن وهو يخطب في بعض رجال بيتا إسرائيل

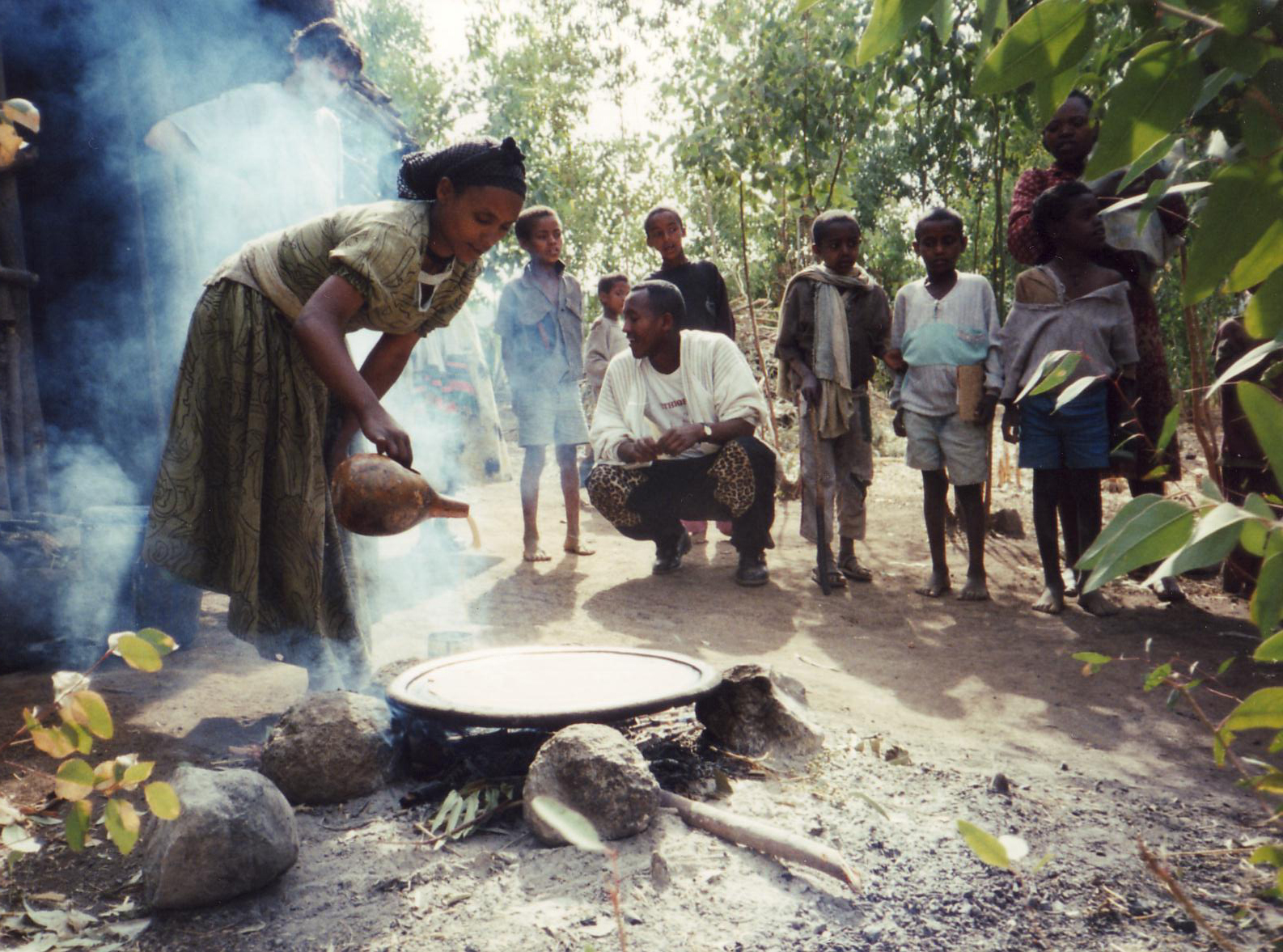
الفلاشا يطبخون، مدينة قوندر، أثيوبيا، 2006

جماعة الفلاشا أو يهود الفلاشا (بالعبرية: פלאשמורה فلاش مورا) هي الكنية العبرية ليهود بيتا إسرائيل (يهود الحبشة) معظمهم حالياً من أصول أثيوبية، وهي السلالة التي تركت التعاليم الدينية أو تحولت إلى المسيحية في النصف الثاني من القرن التاسع عشر، سواء كان ذلك التنصر طوعاً أو إكراها.
هذه الجماعة وافقت على قرار 2948 للحكومة الإسرائيلية في عام 2003 بعدها هاجروا إلى إسرائيل، بموجب قانون الهجرة إلى إسرائيل، حظيت هجرة جماعة الفلاشا باعتراف واعتماد من قضاة الهالاخاه، إلا أن هناك من بينهم معارضين ومعظمهم علمانيين في مسألة الهوية اليهودية التي تزداد بانتظام.
في 29 أكتوبر عام 2012 أطلقت عملية «أجنحة الحمامة» لإتمام هجرة هذه الجماعة، بعدها انتهت هذه العملية تماما في أكتوبر عام 2013 في إطار هجرة حوالي خمسة آلاف شخص في مخيم الانتظار في جوندار.

## المصطلح
التسمية الأساسية لأتباع هذه الجماعة كانت في لندن من بيتا إسرائيل والتي كان اسمها «פרס מוקרה فرس موكريه» والمستمدة من التسميات «פלס מוקרה فلس موكريه» و «פרס מורה فرس موريه» و «פלס מורה فلس موريه» وهي بحذف حرف ק' كاف ووضع حرف ר' الراء أو ל' اللام بدلا عنه.
معنى كلمة «פרס מוקרה فرس موكريه» (סוס העורף سوس هعورف = حصان الكرو) وكلمة «העורף هعورف» نشرها الإعلامي مارتن فلاد وتعني من اعتاد ارتداء اللباس الأسود، وكلمة «סוס سوس» أطلقها أعضاء بيتا إسرائيل الذين اعتنقوا دين النصرانية بعد هجرتهم.
ومع ذلك فإن النصارى الحبشيين كانوا مشتركين في الكنية نفسها مع «ישראל إسرائيل» و «כיילה كيلا» و «בודה بودا» و «אמהרי חדש الأمهريين الجدد» و «נוצרים- ישראלים النصارى الإسرائيليين»
يسمون اليهود في المناطق التي تتحدث التيغارية بـ«كاستينو» هم (اليهود الجدد) أو «كيستينارا» هم (اختيار النصارى) أو «سكريسيان» هم (المتحولون لدين النصرانية)
اليهود غير المنتسبين لهذه الجماعة أطلقوا عليها جماعة «فلاشا مرنوس» (فلاشا السارقة) على أساس كلمة «מרנוס مرنوس»(سرقة) وهم الذين سلبوا شبه جزيرة أيبيريا.
في الأدب العلمي حدث هناك اختلاف تام في تسمية «פרס מורה فرس موريه» ويعني بأن أصل هذه المصطلح غير متفق عليه، كلمة "פרס" قريبة من كلمة פרש (فارس: بالعربية)" ويعني أنه يشير إلى تربية الخيول، والتي كانت حينها مهنة بيتا إسرائيل.
وفي إسرائيل يُشتق ويحرّف الاسم إلى «פלאשמורה فلشمورا = فلاشا» حسب اعتقاد هذه الجماعة، كل هذا نتيجة الخلط مع الاسم «פרס מוקרה فرس موكريه» ومشتقاته. وعلى هذا الاساس تبقى السكون في العبرية تعطي لهذا المسمى معنى غير صحيح «פלאשים מומרים الفلاشا الجدد».

## التعريف
وفق لما ذُكر في عقيدة بيتا إسرائيل اليهودية، فلاشا هو الشخص المعروف بيهوديّته بينهم، أي ولد وترعرع بينهم، لكن معرفة شخص معين بيهوديته لا تعني يهودية والديه إلا بتطبيقه للشريعة اليهودية. ومع ذلك فإن هذا التعريف لا يتفق مع تعريف العائلة الموسّعة في بيتا إسرائيل ذات السبعة أجيال المتكاملة. في النصف الثاني من القرن التاسع عشر هذه الجماعة من بيتا إسرائيل تفرّقت إلى فرقتين وهم:
- أوريتافي (حماة التوراة) وهم الذين يواصلون نشر الوصية الدينية وفق لما جاءت به الديانة اليهودية.
- الفلاشا – وهم الذين انقطعوا عن نشر الوصية الدينية أو تركوا دينهم واعتنقوا النصرانية.

لا يوجد تطابق في التعريف بين الدين والجماعة وهذا يعني أن وضع العلاقة باقية بين الفلاشا والأوريتافي. حتى هجرتهم إلى إسرائيل ولم يكن لبيتا إسرائيل إحساس وطني يهودي قوي، إلا أنها أخذت اليهودية كدين فقط وكجزء من المنظومة اليهودية العالمية.

## تاريخ الفلاشا
في منتصف القرن التاسع عشر، أطلقت الجماعة اللندنية حركة للتبشير بالنصرانية بين يهود بيتا إسرائيل باعتماد من الحكومة الأثيوبية لكي يمكنهم دعوة غير النصارى. لم يُسمح لهذه الحركة إقامة كنيسة منفصلة واضطرت لجمع معتنقي دين النصرانية الجدد داخل الكنيسة الأثيوبية، إلا أن المبشرين أطلقوا على الذين تنصروا أسم «الإنجليز البروتستانت» بعدها ابعدوهم عن جماعتهم.

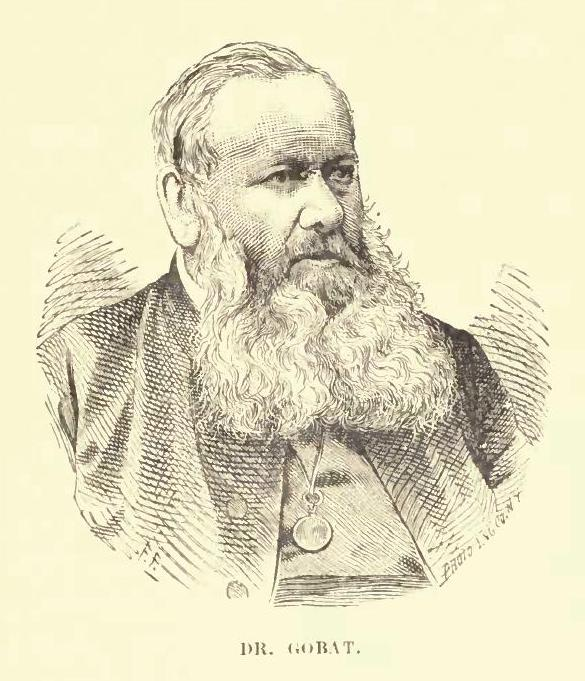
المبشر صموئيل غوبات

وفي سنة 1878 صدر أمر «برومدا» والذي يتطلب من السكان غير النصارى في أثيوبيا تعميد الكنيسة الأثيوبية بينما بيتا إسرائيل معفاة من هذا الطلب، لكن معظم المتنصرين اعتبروا أن هذا الأمر يتيح لهم الادعاء بامتلاك أرض ما (حق الميراث على أرض) وبالتالي فهو خروج عن العرف الاجتماعي لهذه الجماعة. في بداية الفترة القاسية على أثيوبيا (1895-1888) وهي سبع سنوات متواصلة من القحط، حروب وكوارث وهلاك أعداد هائلة من اليهود. معظمهم تركوا القرى بحثًا عن الغذاء والمأوى، ولذلك استوطنوا قرب المجتمعات غير اليهودية، وأعتنقوا النصرانية طواعية وبإقرار من الكنيسة الأثيوبية.
في بداية القرن العشرين بدأ يعقوب بيتلوفيتش حملة كونترا للتبشير بالنصرانية. أطلق بيتلوفيتش رسالة مزدوجة إلى الجماعات، بعدما كان ضد المنصِّرين وضد عادات بيتا إسرائيل، بما في ذلك عادات الراهبات وتقديم القرابين. أضعف جداله عن تلك العادات والممارسات من القيادة الروحية لدى هذه الناس ومعظمهم اعتنقوا أديانًا أخرى. أرسل بيتلوفيتش شباب من بيتا إسرائيل لمدارس يهودية في أوروبا كي يخدمون حركة كونترا، وفي عام 1913 افتتح مدرسة في منطقة دمبيا بإدارة جيتا إرميا.
وفي سنة 1946 زار وولف لاسلو أثيوبيا وقال أن بيتا إسرائيل ليس لديها احساس قومي يهودي إلا أنه لديها احساس ديني فقط.
في سنة 1948 عاد التبشير الإنجليزي لما كان عليه ولكن بقيادة ايريك فاين، أقامت هذه الحركة مدرسة ومركز طبي. وبعدها بسنتين نجحت الحركة في تنصير الحاخام اليهودي اسرس يائيخ من قرية براه في منطقة ويجرا الأثيوبية والذي بدأ بنفسه التبشير. هذه المهمة تسببت بتحطيم قاسٍ لقلوب الجماعة الأورتافيه.
في سنوات الخمسين فتحت الوكالة اليهودية شبكة لمدرسة كونترا مهمتها الدعوة إلى النصرانية، ومعظم جماعة الفلاشا يريدون أن يتعلمون بها، وجزءً منهم تركوا دراسة التبشير كي يحصلون على موافقة الدراسة في مدرسة الوكالة. وفي سنوات الستين عندما فتحت مراكز طبية لليهود بتمويل من مؤسسة الفلاشا للشؤون الاجتماعية عاد بعض من جماعة الفلاشا إلى اليهودية.
في سنة 1963 اُرسل روجر ونمن كولي لأجل التنصير وعمل في إثيوبيا حتى سنة 1978.
وفي سنوات الستين بعدما طلبت بيتا إسرائيل حماية امنية من الإمبراطور، قادة الجماعة توجهوا لمساعدة اليهود في العالم في طلب المساعدة الإنسانية والهجرة الفورية. وجزء من المعارضين للهجرة اعترفوا بإسرائيل يرون بضرورة تنصير كل اليهود ولان إسرائيل لا تحتاج أن تقتنع بهجرة هذه الجماعة.
في سنة 1976 اختار قائد بيتا إسرائيل الذي ينتمي إلى الفلاشا شعار «الفلاشا الذين لا يؤدون التعاليم الدينية» وقد وافق على اللقب بين 8 إلى 15 الف شخص.
اليوم تركز حركة التنصير اعمالها على جماعة الكامنت وهم اليهود الوثنيون.

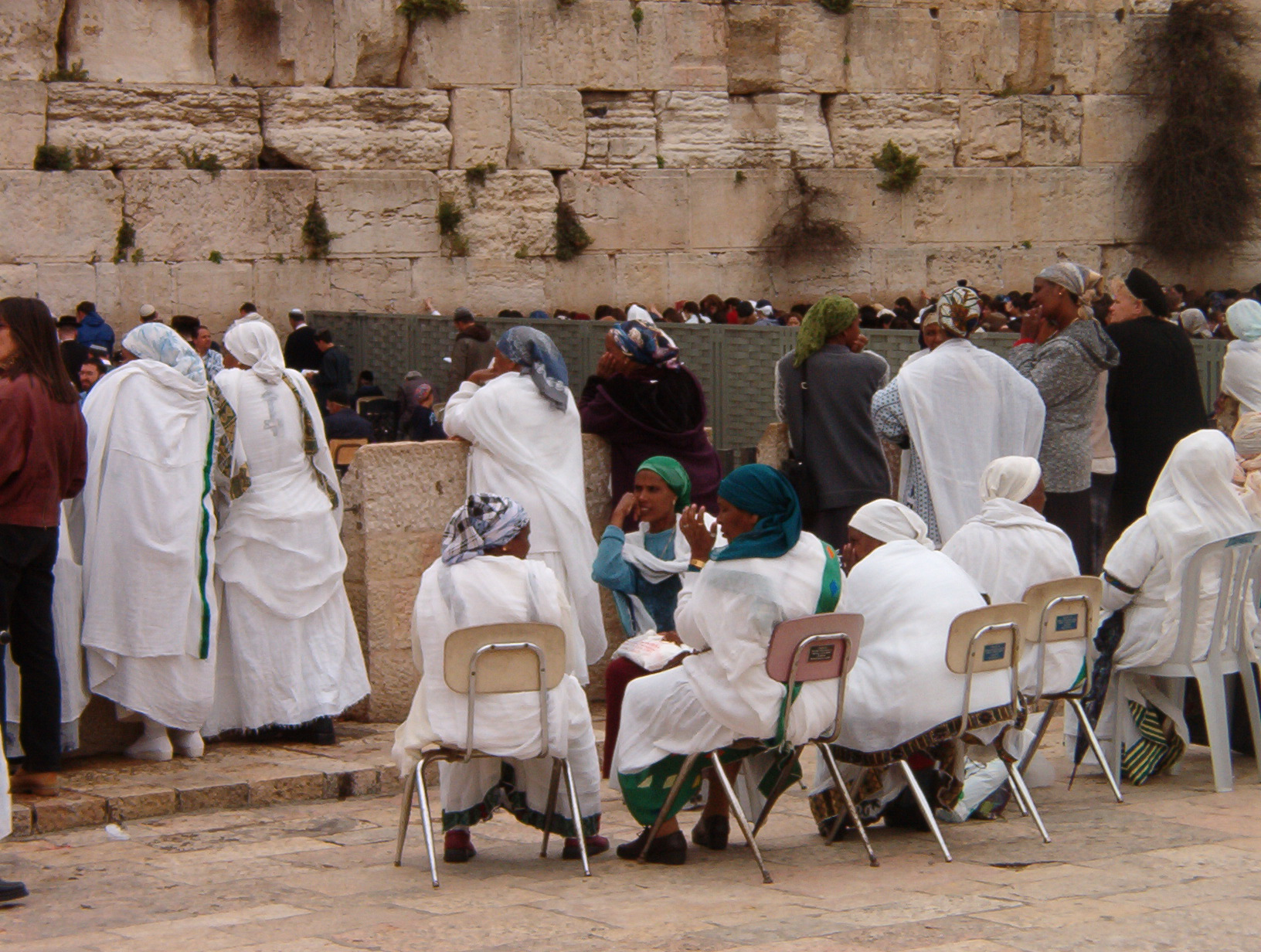
نساء يهوديات إثيوبيات عند حائط البراق في القدس الشريف عند احتفالات عيد الفصح اليهودي

## الجماعات المتحولة من دين إلى اخر
- فرس موكريه פרס מוקרה – اسم اخر لجماعة «أبناء فلاد» وهم الذين وجدوا النصرانية في اعقاب حركة التنصير البروتستانية، وهم الآن في دمبيا.
- مريم وودت (أحباء مريم) מרים וודת - وهي الجماعة الأكبر عددًا بين المتحولون إلى دين النصرانية، معظمهم اعتنقوا النصرانية برغبة منهم خلال الفترة القاسية، وهم الآن في منطقة تشيلجا. هم الذين اختاروا لقبهم هذا «أحباء مريم» كي يختلفون عن البروتستانت الذي عرفوا بأسم «أعداء مريم».
- شامان שמאנה – هو اسم لذرية المتحولون في بيتا إسرائيل، وهم الآن يعيشون في المنطقة الجنوبية الغربية لبحرية تانا في إثيوبيا، جنوب كفارا في منطقة ألفا وتكوسا تحديدًا، الأصل في تسميتهم هي مهنتهم، وهي إنتاج «الشاماه שאמה». وضعهم الطبقي رديء بسبب مهنتهم وبأنهم أيضا من ذرية المتحولون.
- مسلمون מוסלמים – اشخاص دخلوا الإسلام واندمجوا مع المسلمين.
- بيتا ابراهام ביתא אברהם – تعد هذه الجماعة عند الكثير من الناس أنها جماعة منفصلة وتختلف عن جماعة الفلاشا.

## الهجرة
في ابريل عام 1990 بدأت الجمعية الأمريكية لليهود الأثيوبيين (AAEJ)بعملية نقل يهود بيتا إسرائيل من المناطق التي استوطنوها شمال شرق إثيوبيا إلى العاصمة اديس ابابا، وسميت هذه المرحلة بعملية ’التجريد الآخر‘ للطائفة اليهودية. وخلال هذه العملية بدأت جماعة الفلاشا التوافد إلى العاصمة. بعدها تنبأت الوكالة الإسرائيلية في استحالة امكانية هجرة جماعة الفلاشا وتركهم لقراهم. وطلبت منهم العودة من حيث اتوا، إلا أن جماعة الفلاشا لم تلتفت لطلب الوكالة وبقوا في العاصمة. وينظر زعماء بيتا إسرائيل إلى هجرة الفلاشا بنظرة ايجابية واعادوا 2000 شخص إلى الديانة اليهودية الا ان الوكالة منعت بذلك هجرة الفلاشا. اولئك الذين عادوا إلى اليهودية هاجروا إلى إسرائيل مع الاورتافيين.

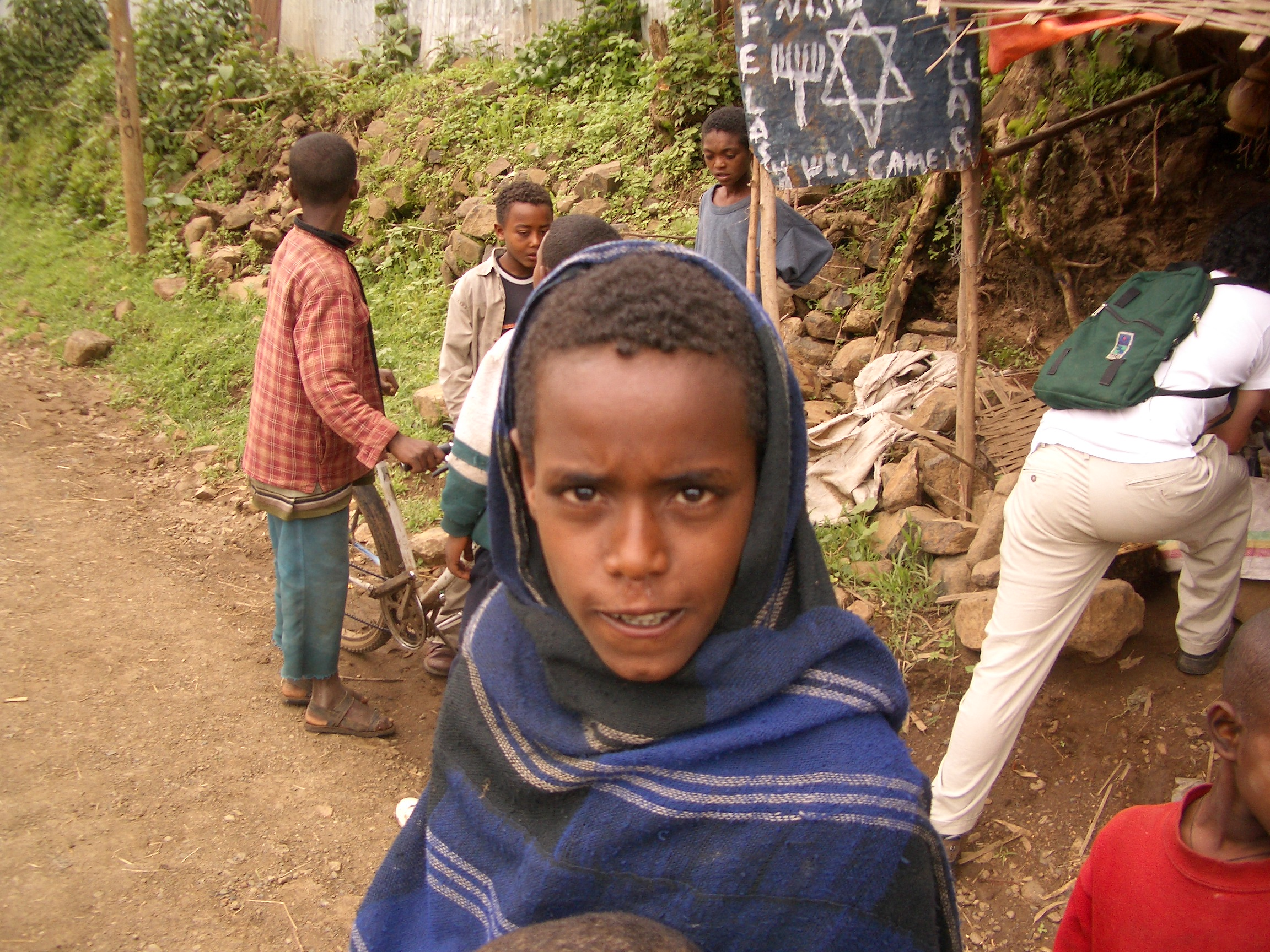
طفل من جماعة الفلاشا شمال إثيوبيا، 2005

في فترة «عملية شلومي» أجرى المسؤولين الإسرائيليين في أثيوبيا محادثات مع كل من الرمز الديني الحاخام مردخاي إليهو والحاخام عوفاديا يوسف ووزير الداخلية ايريا درعي عن التحقق من يهودية الفلاشا، والتي كانت ضمن محادثات جرت مع قادة العملية وهم إيهود باراك وأمنون ليبكين شاحاك وكذلك ارئيل شارون عندما تحادثوا مع رئيس الوزراء إسحاق شامير عن ضم جماعة الفلاشا، وقد اشتملت هذه المحادثات على إجراء اتصال مع الحاخامات الإسرائيليين في إثيوبيا الذين استوطنوا هناك وأخبروهم بأنه لا يمكن ضم الفلاشا إلا رسميا وبطريقة منظمة. وفي ليلة السبت استقبل ليبيكين شاحاك أمرًا من مكتب رئيس الوزراء يقضي بأنه يمكن استيعاب الفلاشا في تلك العملية وسرعان ماتلقَ رسالة تنص «اليهود أولا ومن بعدهم البقية». وفي أعقاب ذلك انطلق هؤلاء المسؤولون إلى الجمعية الأمريكية لليهود الأثيوبيين كي تتناول وتعالج قضية الفلاشا.
ومع نهاية سيطرة الجيش الإثيوبي على جماعات المتمردين ’يحافا‘ (حزب الشعب الثوري الإثيوبي،) في شمال غرب إثيوبيا ومع انتهاء الحرب الأهلية توجّه يهود هذه المنطقة بما في ذلك يهود منطقة كفارا وأيضا الاف الفلاشا باعداد لا حصر لها إلى أديس ابابا بغية الهجرة إلى إسرائيل.

## قرار 2948
في يوم 16 شهر ديسمبر سنة 2003 وضعت حكومة إسرائيل قرار 2948 بشأن هجرة جماعة الفلاشا. وجاء في القرار أن وزارة الداخلية وكبار الحاخامات وضعوا خطابا مفصّلا لمخيمات الانتظار ولمن هم من نسل امهات يهوديات قادرون على الهجرة إلى إسرائيل بموجب قانون الهجرة. في شهر ديسمبر 2003 وصل إلى أثيوبيا وفد من الوكالة اليهودية بقيادة جيورا روم وأوصى بإعداد خطاب مفصّل عن المهاجرين وفي فبراير 2004 أعلنت وزارة الداخلية بدء التسجيل للهجرة. في شهر مايو انتهى اعداد الخطاب وبدأ المسؤولين في وزارة الداخلية باصدار وثائق الهجرة. في يوم 17 شهر ديسمبر 2004 قررت اللجنة الوزارية لشؤون اليهود الإثيوبيين إنشاء فريق من كبار حاخامات وحاخامات بيتا إسرائيل واعضاء من وزارة الداخلية كي يتخذون إجراء نهائيا للقرار والتأكد من أن المسجلين يحق لهم الهجرة فعلا أم لا.
في سنة 2009 انتبهت جماعة الفلاشا في اقليم تيغراي شمال إثيوبيا على القرار، وتوجهوا مع عائلاتهم إلى الحاخامات وإلى حكومة إسرائيل الذين بدورهم ارسلوا مندوبا إلى اقليم تيغراي للتأكد من احقيتهم في الهجرة لإسرائيل.
في شهر نوفمبر سنة 2010 قررت الحكومة الإسرائيلية استقبال 7846 مهاجر من الفلاشا الذين كانوا في مخيم الانتظار في جوندار وأعلنت الحكومة انتهاء عملية الهجرة المنظمة.

## النزاع حول هجرتهم في إسرائيل

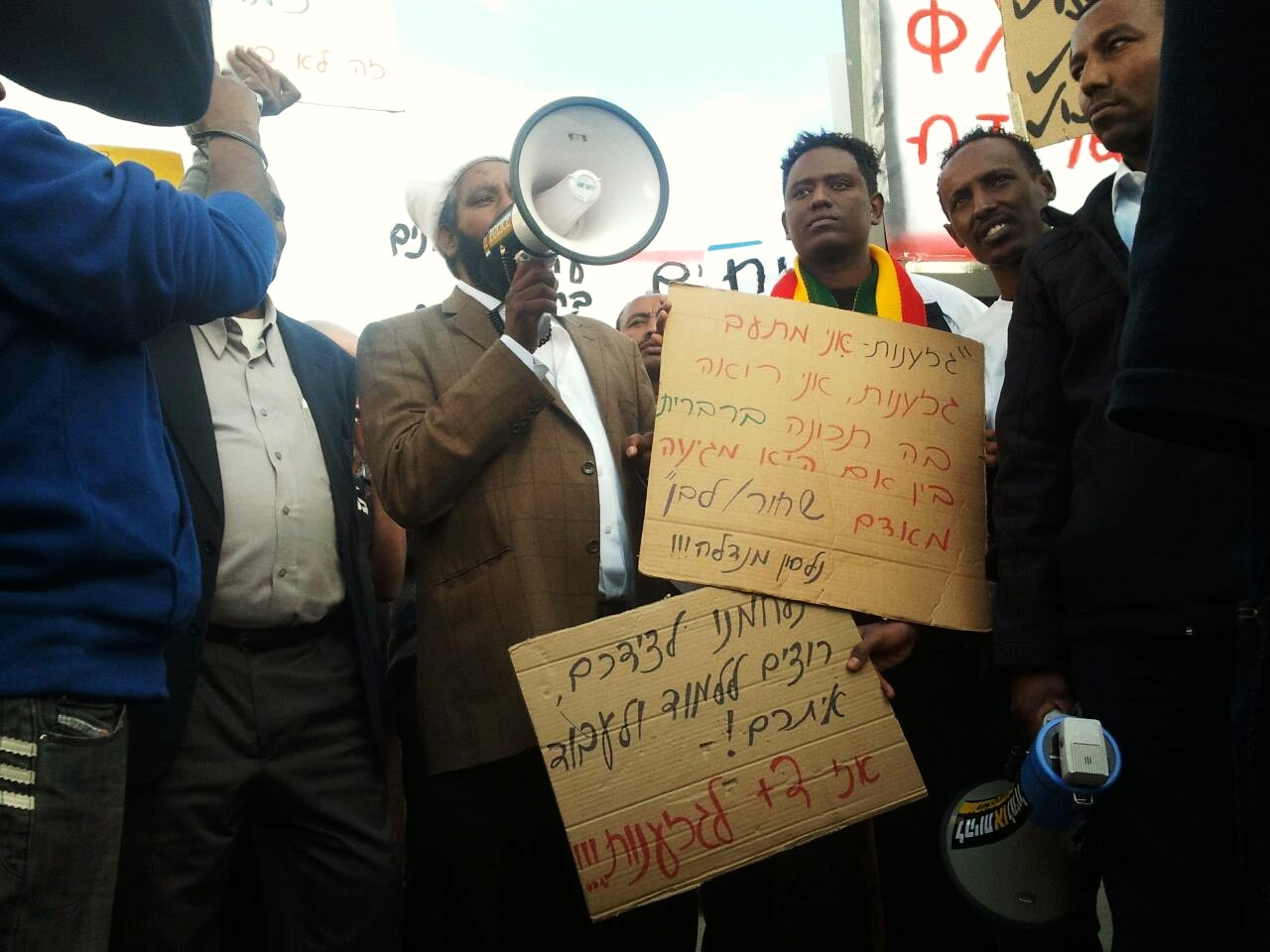
يهود فلاشا يتظاهرون في كريات ملاخي ضد تمييز الاثيوبيين، 2012

### بيتا إسرائيل
أكد الزعيم الديني أوري بن بروخ، أحد كبار الحاخامات في بيتا إسرائيل، وجوب العودة إلى تعاليم اليهودية ووافقه الزعيم الديني هدناه تكويا بأن الفلاشا هم يهود تمامًا.
مع نهاية عملية «شلومي» توجه الحاخامات إلى الحكومة الإسرائيلية بشأن الفلاشا وطالبوا بارسال وفد من الحاخامات لدراسة القضية. الحكومة -التي لا تعترف بسلطة حاخامات في بيتا إسرائيل- صادرت منهم السلطة وجعلتهم يتبعون سلطتهم. بعد ذلك رأى الحاخامات أن هذا تدخل في الشؤون الداخلية الحاخامية وأن الحكومة تشارك منظمة الحاخامات. نية الحكومة في الاستيلاء على سلطتهم ليست قادرة من الاستيلاء على الحاخامات إلا أن اشخاص من الفلاشا يقفون ضد الحاخامات ذاكرين بأن ذلك هو تدخل في امور الدولة.

### دعم قضاة الهالاخاه
الدعم الأساسي لهجرة الفلاشا امتدت أساسا من قيادة الهالاخاه.
أعطت قيادة الهالاخاه دعم كامل لمجلس الحاخامات في شمال أمريكا. اصدر الحاخام الرئيسي لأسرائيل شلومو عمار حكمًا ويؤيده الحاخام عفوديا يوسف، «بأنه لا يمكن اطلاق الشكوك عن يهودية الفلاشا» وأنه يجب تطبيق قانون الاستيطان على جماعة الفلاشا، وهذا الأمر تعارضه حكومة إسرائيل. بعد ذلك تطرق الحاخام شلومو عمار بالحديث عن الزواج المختلط قائلا (يُسمح للفلاشا الزواج من النصارى) واظهار مفاهيم أخرى عن الجماعات وقال أيضا: (في قضية هجرة الأزواج المختلطين يجب تحديد قاعدة من له الحق في الهجرة ومن ليس له الحق، وأيضا يجب نحسن الحديث والانصات تماما لحديث الكثيرين الذين يشتكون أن النشطاء السياسيين الذين يقولون دائما بأن هذه الجماعة غريبة عنّا، وأن نعالج استيعاب الفلاشا، وبعد ذلك نقيم منظومة كبيرة جدا، بلا دَجَل لا سمح الله.)

### المعارضة
معارضة هجرة الفلاشا من غير المتدينين والتطرق مرارا وتكرارا لمسألة يهوديتهم.
وفق لما قاله فيكتور بريلوفسكي، عضو الكنيست في حزب التغيير وما قاله كولت ابيتل عضو في حزب العمل أن تأييد رجال الدين لهجرة الفلاشا هي رغبة في الحصول على قوة سياسية ودعم حزب شاس. وهذا النوع من الجدال لم يُثار ضد المهاجرين غير اليهود من الاتحاد السوفييتي، الذين وصل عددهم أكثر من 300 ألف شخص في إسرائيل. وقد اقترح الباحثون ان الهجرة من تلك الدول هي خِلاف الهجرة من أثيوبيا لانه يحافظ على الهيمنة الاشكنازية البيضاء مقابل الطوائف الأخرى.
ارسل سفير إسرائيل الماضي في إثيوبيا، آفي غرانوت رسالة إلى رئيس إدارة التحويل (أي الانتقال من دين إلى اخر), قائلا فيها: «في زياراتي إلى المنطقة، وفي الحالات التي لم يكن مخططا للزيارة بها، لم أجد هناك إدارة للحياة اليهودية. تُقام صلاة الفجر وتعلوا أصوات البشر فقط عندما تكون الزيارات مخططا لها، يتوقع الكثيرون من سكان إثيوبيا الفقراء مستقبلا أفضل في هذا العالم الكبير، وإسرائيل تُشكل نقطة الجذب المرغوبة.»
تقول استاذة القانون روث غافيسون أن إسرائيل لا تحتاج أن تقبل الجماعات التي لديها احتمال للعيش على هامش المجتمع بسبب الغضب والإحباط. إلا أن حديث غافيسون وصف بأنها تعبيرات تطل على العنصرية، غافيسون اعربت سابقًا عن وجهات نظر مماثلة نحو جماعات أخرى في المجتمع الإسرائيلي، بما فيهم الشرقيين وعرب إسرائيل.
وفقا لما ذكره الصحفي وكاتب عمود، بن درور يميني، أن مسألة المقارنة بين الفلاشا وغير اليهود من الاتحاد السوفييتي السابق نابعة من الجهل وأن مهاجري الاتحاد السوفييتي يندرجون تحت قانون العودة، في حين أن معظم الفلاشا ليسوا مندرجين تحت هذا القانون، انما هجرتهم هي بموجب قانون الهجرة إلى إسرائيل واعتماد على قرارات خاصة من الحكومة للعطف عليهم. اقترح علماء الاجتماع مثل البرفسور باروخ كيمرلينج أن تعديل قانون حق العودة يتيح لغير اليهود والذين هم من نسل يهودي الهجرة إلى إسرائيل يطلق عليهم: (جزء من حفيد סעיף הנכד) الذين لا يندرجون تحت تعريف اليهودية كما أقرت لشريعة اليهودية أو السلطة الحاخامية ولكن هذه الهجرة لا تكون إلا بموافقة المسار (مكتب الاتصال برئيس مجلس الوزراء) وتوصية منه واعطاء التفضيل القانوني لمهاجري الاتحاد السوفييتي السابق.
في الفترة مابين 1995- 1999 أكثر من 40% من المهاجرين لم يكونوا يهود وفي السنوات التي تلت زاد أعدادهم، ولكن تخفى بعض من غير اليهود في الهجرة لأهداف سياسية وديمغرافية وبيروقراطية.
هناك من يقول أن هجرة الفلاشا تأتي لنا بالأمراض وعبادة الأصنام.

### المعارضة لأسباب صحية اقتصادية
نسبة حاملو الامراض من الجالية الإثيوبية مرتفع نسبيًا. اُرسل حوالي2500 مختص إلى 90 ألف مهاجر إثيوبي في إسرائيل لفحص حاملي مرض الإيدز أو ناقليه، نسبة كهذه مماثلة لنسب المرضى وحاملي الإيدز في إثيوبيا 4.4% منهم بالغين.
لهذا السبب نُقل أبناء الطائفة لفحص الإيدز في إسرائيل. تشير تقديرات وزارة الصحة في عام 2010 ان التكلفة المباشرة لمعالجة أبناء الفلاشا في المستقبل (لكل8000 شخص منهم) تبلغ 13 مليون شيكل في السنة، وهذه التكلفة لا تتضمن عواقب الظروف الطبية المرتبطة بأمراض الإيدز. أي تقدر تكلفة علاج الإيدز لـ8000 شخص تقريبا8.4 مليون شيكل، وبالإضافة إلى ذلك فأنه يجب تفعيل برنامج للقضاء على مرض السُل. في وثيقة نشرت عام 2010 تقول أن الرعاية الصحية لأبناء الفلاشا من فيروس الإيدز والعلاج منه سيكلف الدولة أكثر من 20 مليون شيكل.
وفقا لما ذكره مركز الابحاث والمعلومات التابع للكنيست، أنه في كل عام يُكتشف 200 إلى 220 شخص مصاب بمرض السُل بين المهاجرين الإثيوبيين، وخطة وزارة الصحة لعلاجهم تكون بعلاج 1200 مريض بالايدز من المهاجرين الإثيوبيين. في دراسة اجريت في مستشفى عين كارم على أولئك الذين بقوا في المدن الكبيرة مثل اديس ابابا ومخيم جوندار أكثر من عامين، كان لديهم نسبة تزيد عن 8% من فيروس الإيدز.

## معاداة السامية
موقف الحكومة الإثيوبية نحو اليهود ليس تمييزي، أي تقريبا لا تحدث أمورًا معادية للسامية بينهم. طلبت الحكومة الإثيوبية من إسرائيل انكار تشريع قانون قرار هجرة الفلاشا حتى نهاية عام 2007, وهو القرار الذي لم يطبق في الواقع. ما تعتقده الفلاشا انه يمكن الهجرة إلى إسرائيل وبذلك فإنهم مضطرون إلى بيع ممتلكاتهم إلى جيرانهم، قبل تلقي الموافقة النهائية للهجرة. الفلاشا الذين طلبوا الهجرة لم يكونوا سعيدين بهذا واضطروا إلى العودة واعادة شراء ممتلكاتهم، مما سبب ذلك النزاعات والصراعات بينهم.
في شهر مايو سنة 1990 زار السيد دانيل بيكدو مستشار رئيس الوزراء لتفحص احوال يهود إثيوبيا، في منطقة جوندار. وصف بيكدو في تقريره محنة اللاجئين في جوندار واشار إلى بداية ظاهرة الشغب في القرى القريبة من اديس ابابا والأضرار في قرى اليهود هناك، ومن جانب النصارى الذين يحثونهم على الرحيل من إثيوبيا. ثم اشار بيكدو إلى التحرك سريعًا لمساعدتهم في جوندار، وبعد ذلك مُنع نشر هذا التقرير بين الإسرائيليين. في اعقاب التقارير التي تصف اليهود هناك زار ابراهام نجوساه وافشالوم اليتزور مجتمعات الفلاشا في جوندار وكتبا تقارير عن اضطهاد ومضايقة اليهود.

## التمييز ضدهم

### تمييز وفقر وبطالة
يعيشون في إسرائيل بأحياء فقيرة ومهملة ومدن صفيح على أطراف المدن القائمة، كما هو الحال في مدينتي الخضيرة والعفولة، حيث تتزايد نسبة المعتقلين الجنائيين بينهم وتبلغ نحو 40% خصوصا من الشباب الذين يعانون الفقر والبطالة.

### مواجهات 2015 ضد التمييز
في بداية شهر أيار 2015 تواصل غضب المهاجرين اليهود من أصل إثيوبي في إسرائيل (الفلاشا)، واصطدموا مع الشرطة في قلب تل أبيب ليلة 4/5/2015 خلال احتجاجهم على الممارسات العنصرية ضدهم، بعد احتجاجات مشابهة لهم في القدس المحتلة قبل عدة أيام فجرها اعتداء رجل شرطة على جندي إثيوبي.
ورفع المتظاهرون في «ميدان رابين» بقلب تل أبيب لافتات تندد بالعنصرية وتدعو إلى مساواة الإثيوبيين ودمجهم في المجتمع الإسرائيلي، وهتفوا ضد الشرطة واتهموها بالعنصرية والعدوانية تجاههم. وتحولت المظاهرة إلى مواجهة مع الشرطة الإسرائيلية التي استخدمت الهراوات والخيول وقنابل الصوت والغاز ضد متظاهرين رجموها بالحجارة، وأصيب العشرات من الطرفين.
وكرد فعل رئيس حزب «ميرتس» المعارض إيلان غيلؤون فيعتبر ما يتعرض له الفلاشا «عارضا لتفشي العنصرية في إسرائيل التي سعت جاهدة لاستقدامهم وأهملت استيعابهم»، مضيفا أنه يتفهم احتجاجهم في تل أبيب والقدس ويتهم الشرطة بـ«استخدام قوة مفرطة ضد العرب والمتدينين الأصوليين أيضا، ودون هذه الضجة لن يلتفت لهم أحد في إسرائيل ولن تتغير أحوالهم المعيشية، فهي لا تفهم إلا لغة القوة في كثير من الأحيان» 